# 宁波工程学院
宁波工程学院，简称宁工，是中华人民共和国的一所全日制本科公办普通高等学校。现有48个本科专业，2个硕士点，24个一级学科；教职工1233人，专任教师971人。

## 地點
学院位於宁波市江北区，佔地面積120万平方米，其中建築面積20.4萬平方米。 新校區佔地面積914 791.894平方米。

## 歷史
1983年，宁波高等专科学校成立，并于1984年被教育部列入联邦德国援建4所高校之一。1997年，學校被中國教育部批准為全國示範工程學院。2001年，宁波交通职业技术学院并入宁波高等专科学校。2004年，升格为宁波工程学院。同年，它獲得了教育部的進一步認證，成為提供四年制本科課程的全日制大學。 

## 相關事件
- 宁波工程学院外教杀人事件